# Clive Russell
Clive Russell (Hampshire, Inglaterra, 7 de diciembre de 1945) es un actor británico.

## Carrera
En 1960 obtuvo su primer papel en televisión cuando apareció en el episodio "Night Beat" como Stevenson, un miembro del departamento de huellas dactilares.
En 1990 apareció como invitado por primera vez en la serie médica Casualty donde interpretó a Dave McCray en el episodio "Hiding Place", más tarde en 1996 dio vida a Ellis durante el episodio "For Your Own Good", su penúltima aparición en la serie fue en el 2006 donde interpretó a Billy McCabe en los episodios "The Sunny Side of the Street: Part 1 y Part 2" y finalmente su última aparición fue como Jon Marston en dos episodios.
En 1991 apareció por primera vez en la serie Screen Two donde interpretó a Chris Anderson en el episodio "Do Not Disturb", un año después interpretó a Mac durante el episodio "The Grass Arena", Clive apareció nuevamente en la serie ahora en 1996 donde interpretó a Mick Boyd en "Crossing the Floor".
En 1992 interpretó a Ronnie Black en un episodio de la serie Screen One, anteriormente había aparecido por primera vez en la serie en 1991 como Alan Simpson en el episodio "Hancock".
En 2002 interpretó al detective sargento de la policía Dennis Betts en la película Silent Cry.
En el 2003 apareció como invitado en la serie Silent Witness donde interpretó al detective sargento de la policía Tom Leith.
En el 2004 Clive apareció en comerciales de seguros para "Prudential".
Ese mismo año dio vida al padre de Lancelot (Ioan Gruffudd) en la película King Arthur. 
El 15 de agosto de 2005 se unió al elenco recurrente de la serie Coronation Street donde interpretó a Philip "Phil" Nail, un hombre con el que Gail Platt sale brevemente hasta el 27 de marzo de 2006 después de que Gail terminara la relación luego de descubrir que Phil había atacado a su hijo David Platt. Anteriormente había dado vida a Scotch Tommy en tres episodios en 1991 y a Frank durante el episodio n.º 1.2335 en 1983.
En el 2008 obtuvo un papel secundario en la película Made of Honor donde dio vida al primo Finlay.
En el 2009 interpretó a Danny Travis en dos episodios de la serie policíaca The Bill, anteriormente había aparecido en la serie en cuatro ocasiones interpretando personajes distintos: a McReedy durante el episodio "Re-Hab" en 1992, un año después a Len Westbrook en "Out of Court", en 1994 a William Swift en "Paying the Price" y finalmente a Victor Stone en el episodio "Blood Money" en el 2007. 
En el 2010 apareció como invitado en la serie Holby City donde interpretó a Frank Malloy, anteriormente había aparecido por primera vez en la serie en el 2004 donde dio vida a Joe Allenson durante el episodio "The Buck Stops Here".
En el 2012 se unió al elenco de la serie Ripper Street donde interpretó al inspector en jefe Fred Abberline hasta la tercera temporada en el 2014.
En el 2013 apareció en varios episodios de la popular serie Game of Thrones donde interpretó a Brynden "Blackfish" Tully, el hermano menor de Lord Hoster Tully (Christopher Newman) y tío de Catelyn Tully-Stark (Michelle Fairley), Lysa Tully-Arryn (Kate Dickie) y Edmure Tully (Tobias Menzies). Clive volvió a interpretar a Brynden en el 2016.
En el 2015 se anunció que se uniría al elenco recurrente de la segunda temporada de la serie Outlander donde dará vida a Simon "The Old Fox" Lovat, el abuelo de Jamie Fraser (Sam Heughan) y Jenny Fraser-Murray (Laura Donnelly) en el 2016.
En agosto del 2016 se anunció que Clive se había unido al elenco de la serie Hollyoaks donde dará vida al exconvicto Billy Brody, el hermano de Jack Osborne (Jimmy McKenna) y padre de Eva Falco (Kerry Bennett), a partir de septiembre.

## Filmografía

### Películas
| Año  | Título                             | Personaje         | Notas                                                                                                  |
| ---- | ---------------------------------- | ----------------- | --- |
| 2013 | Thor: The Dark World               | Tyr               | junto a Chris Hemsworth, Natalie Portman, Tom Hiddleston, Stellan Skarsgård y Idris Elba               |
| 2013 | Mary Queen of Scots                | Douglas           | junto a Camille Rutherford, Mehdi Dehbi, Sean Biggerstaff, Aneurin Barnard, Edward Hogg y Tony Curran  |
| 2012 | Outpost: Black Sun                 | Marius            | junto a Catherine Steadman, Richard Coyle, Michael Byrne, Julian Wadham, David Gant y Nick Nevern      |
| 2011 | Sherlock Holmes: A Game of Shadows | Capitán Tanner    | junto a Robert Downey Jr., Jude Law, Jared Harris, Stephen Fry, Kelly Reilly y Rachel McAdams          |
| 2011 | The Wicker Tree                    | Beame             | junto a Graham McTavish, Christopher Lee, Jacqueline Leonard, Honeysuckle Weeks y Henry Garrett        |
| 2008 | Made of Honor                      | Finlay            | junto a Patrick Dempsey, Michelle Monaghan, Kevin McKidd, Kathleen Quinlan y Sydney Pollack            |
| 2004 | King Arthur                        | Padre de Lancelot | junto a Clive Owen, Keira Knightley, Ioan Gruffudd, Mads Mikkelsen, Hugh Dancy y Joel Edgerton         |
| 2002 | Silent Cry                         | Det. Dennis Betts | junto a Emily Woof, Douglas Henshall, Tameka Empson y Craig Kelly                                      |
| 1999 | The 13th Warrior                   | Helfdane          | junto a Antonio Banderas, Vladimir Kulich, Dennis Storhøi, Richard Bremmer, Tony Curran y Omar Sharif  |
| 1999 | Great Expectations                 | Joe Gargery       | junto a Ioan Gruffudd, Justine Waddell, Charlotte Rampling, Bernard Hill, Ian McDiarmid y Tony Curran  |
| 1995 | Margaret's Museum                  | Neil Currie       | junto a Helena Bonham Carter, Craig Olejnik, Kate Nelligan y Kenneth Welsh                             |
| 1992 | The Power of One                   | Sargento Bormann  | junto a Stephen Dorff, Armin Mueller-Stahl, John Gielgud, Fay Masterson, Morgan Freeman y Daniel Craig |

### Series de televisión
| Año         | Título                                    | Personaje                  | Notas                                                 |
| ----------- | ----------------------------------------- | -------------------------- | ----------------------------------------------------- |
| 2025        | One Piece                                 | Crocus                     | segunda temporada                                     |
| 2018        | 1983                                      | William Keating            | serie de televisión                                   |
| 2017        | 1066: A Year to Conquer England           | Harold Hardrada            | 3 episodios - miniserie                               |
| 2017        | The Good Karma Hospital                   | Desmond Macintosh          | episodio # 1.3                                        |
| 2017        | Uncle                                     | Neville                    | episodio "Rivals"                                     |
| 2012 - 2016 | Ripper Street                             | Ch. Insp. Fred Abberline   | 16 episodios                                          |
| 2016        | Digby Dragon                              | -                          | 7 episodios                                           |
| 2016        | Hollyoaks                                 | William "Billy" Brodie     | 2 episodios                                           |
| 2016        | Outlander                                 | Simon Lovat                | episodio "The Fox's Lair"                             |
| 2016        | Barbarians Rising                         | Cumelios                   | episodio "Resistance"                                 |
| 2016        | Stella                                    | Clem                       | 2 episodios                                           |
| 2013, 2016  | Game of Thrones                           | Brynden "Blackfish" Tully  | 7 episodios                                           |
| 2015        | Mountain Goats                            | Malton Jennings            | 3 episodios                                           |
| 2015        | After Braveheart                          | Robert Bruce               | miniserie                                             |
| 2014        | Wizards vs. Aliens                        | Warlock                    | 2 episodios                                           |
| 2014        | The Amazing World of Gumball              | Manly Warrior              | episodio "The Kids"                                   |
| 2014        | Vera                                      | Allen Barnes               | episodio "The Deer Hunters"                           |
| 2014        | Shetland                                  | Adam Markham               | 2 episodios                                           |
| 2013        | Waterloo Road                             | Laurence Brown             | episodio "Crossing the Line"                          |
| 2012        | Casualty                                  | Jon Marston                | 2 episodios                                           |
| 2011        | Garrow's Law                              | Alexander Creighton        | episodio # 3.1                                        |
| 2011        | New Tricks                                | Michael Luga               | episodio "Lost in Translation"                        |
| 2011        | Doctors                                   | Cammy Harman               | episodio "Elaine"                                     |
| 2011        | Two Pints of Lager and a Packet of Crisps | Gerente de Fútbol          | episodio "Trial Schmile"                              |
| 2010        | Identity                                  | Marco Robson               | episodio "Somewhere They Can't Find Me"               |
| 2010        | Holby City                                | Frank Malloy               | 2 episodios                                           |
| 2009        | Jam & Jerusalem                           | Jock                       | 6 episodios                                           |
| 2009        | Hotel Babylon                             | Christiano Cucci           | episodio # 4.7                                        |
| 2009        | Midsomer Murders                          | Seth Comfort               | episodio "Secrets and Spies"                          |
| 2007 - 2009 | Mist: Sheepdog Tales                      | MacPhereson / Alfie        | 8 episodios                                           |
| 2009        | The Bill                                  | Danny Travis               | 2 episodios"                                          |
| 2009        | No Heroics                                | Barry                      | episodio "Origin, Tonic"                              |
| 2009        | The Old Guys                              | Mark                       | episodio "The Old Flame"                              |
| 2008        | The Devil's Whore                         | Predicador                 | episodio # 1.4 - miniserie                            |
| 2009        | Merlin                                    | Bayard                     | episodio "The Poisoned Chalice"                       |
| 2008        | Secret Diary of a Call Girl               | Gary                       | episodio # 2.5                                        |
| 2008        | Honest                                    | Sparky                     | episodio # 1.3                                        |
| 2005 - 2006 | My Family                                 | Profesor Howard            | 2 episodios                                           |
| 2005 - 2006 | Coronation Street                         | Phil Nail                  | 20 episodios                                          |
| 2006        | The Wild West                             | Sheriff Brady              | episodio "Billy the Kid" - miniserie                  |
| 2005        | Monarch of the Glen                       | Peter Finlay               | episodio # 7.6                                        |
| 2005        | According to Bex                          | Jack Atwell                | 8 episodios                                           |
| 2004        | Still Game                                | Innes                      | episodio "Big Yin"                                    |
| 2004        | Shameless                                 | Billy Wilson               | 2 episodios                                           |
| 2004        | Auf Wiedersehen, Pet                      | Gary Turnbull              | 5 episodios                                           |
| 2003        | Silent Witness                            | Det.Sgt. Tom Leith         | 2 episodios                                           |
| 2002 - 2003 | Rockface                                  | Dr. Gordon Urquhart        | 7 episodios                                           |
| 2001 - 2003 | Happiness                                 | Angus O'Connor             | 12 episodios                                          |
| 2002        | Being April                               | Callum                     | 3 episodios                                           |
| 2001        | The Mists of Avalon                       | Gorlois                    | miniserie                                             |
| 2001        | Waking the Dead                           | Perry Coleman              | 2 episodios                                           |
| 2001        | Where the Heart Is                        | Sandy Wilson               | episodio "Faith"                                      |
| 2001        | Spaced                                    | Damien Knox                | 3 episodios                                           |
| 2000        | Animated Tales of the World               | Mago                       | episodio "Ewenn Congar: A Story from France"          |
| 2000        | Brand Spanking New Show                   | -                          | 2 episodios                                           |
| 2000        | Hope & Glory                              | Phil Jakes                 | 4 episodios                                           |
| 2000        | Lock, Stock...                            | Brew                       | episodio "...And a Good Slopping Out"                 |
| 2000        | Hearts and Bones                          | Mark Dolby                 | episodio "When You Find That Things Are Getting Wild" |
| 2000        | Black Cab                                 | Raymond                    | episodio "White Knight"                               |
| 2000        | Masterpiece Theatre                       | Jefe de la Estación        | episodio "The Railway Children"                       |
| 2000        | Heartbeat                                 | Big Eddy                   | episodio "Wise Guys"                                  |
| 1998 - 2000 | Heartburn Hotel                           | Duggie Strachen            | 13 episodios                                          |
| 1999        | Oliver Twist                              | Abogado Escocés            | miniserie                                             |
| 1997        | Rab C. Nesbitt                            | Frankie Brammer            | episodio "Wild"                                       |
| 1995, 1997  | The Peter Principle                       | Kevin Mott                 | 3 episodios                                           |
| 1997        | Sunnyside Farm                            | Saddam                     | episodio "God Has Smiled Down on Me"                  |
| 1997        | A Perfect State                           | Harry Douglas              | episodio # 1.5                                        |
| 1996        | Testament: The Bible in Animation         | Boaz                       | episodio "Ruth"                                       |
| 1996        | Neverwhere                                | Mr. Vandemaar              | 6 episodios - miniserie                               |
| 1996        | Screen Two                                | Mick Boyd                  | episodio "Crossing the Floor"                         |
| 1996        | Atletico Partick                          | Bonner                     | 6 episodios                                           |
| 1996        | Bad Boys                                  | Tom                        | episodio "The Bonny Bonny Banks"                      |
| 1996        | Murder Most Horrid                        | Det. Sgt. Barratt          | episodio "Confess"                                    |
| 1994 - 1995 | Roughnecks                                | Archie                     | 13 episodios                                          |
| 1995        | Cracker                                   | Danny Fitzgerald           | 7 episodios                                           |
| 1994        | Finney                                    | Tucker                     | 6 episodios                                           |
| 1994        | Lovejoy                                   | Mark Tabor                 | episodio "Fair Exchange"                              |
| 1994        | The Tales of Para Handy                   | McVicar                    | episodio "A Night Alarm"                              |
| 1994        | Middlemarch                               | Caleb Garth                | 6 episodios - miniserie                               |
| 1993        | Screenplay                                | Travis                     | episodio "The Vision Thing"                           |
| 1993        | Frank Stubbs Promotes                     | Baxter                     | episodio "Wheels"                                     |
| 1993        | Drop the Dead Donkey                      | Detective Sargento         | episodio "Joy"                                        |
| 1992        | Tell Tale Hearts                          | Adrian Fell                | 3 episodios - miniserie                               |
| 1992        | Screen One                                | Ronnie Black               | episodio "Seconds Out"                                |
| 1991        | Jute City                                 | Anderson                   | 3 episodios                                           |
| 1991        | For the Greater Good                      | Terry Lynch, MP.           | episodio "Member"                                     |
| 1991        | Spender                                   | Albie Sloeman              | episodio "Half a Ton of Heartaches"                   |
| 1990        | Zorro                                     | Capt. Henry Stark          | episodio "Kidnapped"                                  |
| 1989        | The Play on One                           | Mowat                      | episodio "The Gift"                                   |
| 1986        | First Among Equals                        | Jock McPherson             | episodio # 1.5 - miniserie                            |
| 1985        | Bulman                                    | Sombrero Verde             | episodio "One of Our Pigeons Is Missing"              |
| 1984        | Scully                                    | Camionero                  | episodio # 1.7 - miniserie                            |
| 1983        | A Brother's Tale                          | Comentarista de Deportes   | episodio # 1.1                                        |
| 1982        | Boys from the Blackstuff                  | Oficial de Policía         | episodio "Jobs for the Boys" - miniserie              |
| 1964        | The Wednesday Play                        | Lt. Ludwig von Hammerstein | episodio "The July Plot"                              |
| 1964        | Danger Man                                | Secretario de G            | episodio "Fish on the Hook"                           |
| 1964        | The Indian Tales of Rudyard Kipling       | Oficial                    | episodio "Consequences"                               |
| 1960        | The Shari Lewis Show                      | -                          | -                                                     |
| 1960        | Scotland Yard                             | Stevenson                  | episodio "Night Beat"                                 |

### Narrador
| Año  | Título             | Notas |
| ---- | ------------------ | ----- |
| 2012 | I Can't Be Kaspar? | -     |

### Teatro
| Año  | Título                             | Personaje | Director        | Teatro            | Notas                                                           |
| ---- | ---------------------------------- | --------- | --------------- | ----------------- | --------------------------------------------------------------- |
| 1989 | King Lear                          | -         | Jonathan Miller | Old Vic Theatre   | junto a Paul Rogers, Gemma Jones, Frances De La Tour e Ian Hogg |
| 1987 | A Question Of Geography            | -         | John Caird      | The Pit Theatre   | junto a Harriet Walter, Linus Roache y Peter Polycarpou         |
| 1984 | A View from the Bridge             | -         | -               | Young Vic Theatre | junto a Malcolm Tierney, Annie Ross y David Hargreaves          |
| 1980 | Muerte accidental de un anarquista | -         | -               | Wyndham's Theatre | junto a Gavin Muir, John Surman, Gavin Richards y Jim Bywater   |

## Premios y nominaciones
| Año  | Categoría                                      | Premio      | Película          | Resultado |
| ---- | ---------------------------------------------- | ----------- | ----------------- | --------- |
| 1996 | Best Performance by an Actor in a Leading Role | Genie Award | Margaret's Museum | Nominado  |